# قائمة متاحف الإمارات العربية المتحدة
تتناول هذه القائمة المتاحف الموجودة في الإمارات العربية المتحدة حسب كُل إمارة.

## متاحف الإمارات العربية المتحدة

### إمارة أبو ظبي
| اسم المتحف                     | تاريخ الافتتاح | الموقع                  | الإحداثيات                                           | المرجع                  | أهم مقتنيات المتحف | الصورة |
| ------------------------------ | -------------- | ----------------------- | ---------------------------------------------------- | ----------------------- | --- | ------ |
| متحف لوفر أبو ظبي              | 8 نوفمبر 2017  | جزيرة السعديات،أبوظبي   | 24°31′58.8″N 54°24′0.04″E / 24.533000°N 54.4000111°E | [ 2 ] [ 3 ]             | |        |
| متحف زايد الوطني               |                | أبو ظبي                 | 24°32′04″N 54°25′08″E / 24.53444°N 54.41889°E        | [ 4 ] [ 5 ] [ 6 ] [ 7 ] | |        |
| متحف العين للسيارات الكلاسيكية |                | العين، أبو ظبي          |                                                      | [ 8 ]                   | |        |
| متحف العين الوطني              | 2 نوفمبر 1971  | العين، أبو ظبي          | 24°12′58″N 55°46′26″E / 24.21611°N 55.77389°E        | [ 9 ]                   | |        |
| متحف شرطة المربعة              | 2018           |                         |                                                      | [ 10 ]                  | |        |
| متحف قصر العين                 | 2001           | العين، أبو ظبي          | 24°12′54″N 55°45′40″E / 24.21500°N 55.76111°E        | [ 11 ]                  | |        |
| متحف الإمارات الوطني للسيارات  |                | أبو ظبي                 | 24°05′56″N 54°25′12″E / 24.09889°N 54.42000°E        | [ 12 ]                  | |        |
| مركز القطارة للفنون            | 2011           | العين، أبو ظبي          | 24°15′36″N 55°44′57″E / 24.26000°N 55.74917°E        | [ 13 ] [ 14 ]           | |        |
| متحف "نور وسلام"               | 2024           | جامع الشيخ زايد أبو ظبي | 24°24′44″N 54°28′28″E                                | [ 15 ] [ 16 ]           | |        |
| متحف دلما                      |                | جزيرة دلما أبو ظبي      |                                                      | [ 17 ]                  | يعرض المتحف مقتنيات تعود إلى الفترة ما بين نهاية القرن التاسع عشر، وبداية القرن العشرين. كما يضم أجزاء مكسورة من بعض الأواني الفخارية، ومعدات استخراج اللؤلؤ والمراسي الحجرية بالإضافة إلى المدبسة وهي من القطع الأثرية المهمة التي توجد داخل هذا المبنى التاريخي. |        |

### إمارة دبي
| اسم المتحف                                          | تاريخ الافتتاح | الموقع                                            | الإحداثيات                                              | المرجع                             | أهم مقتنيات المتحف | الصورة |
| --------------------------------------------------- | -------------- | ------------------------------------------------- | ------------------------------------------------------- | ---------------------------------- | --- | ------ |
| متحف القهوة في دبي                                  |                | دبي                                               | 25°15′48.5″N 55°18′2.7″E / 25.263472°N 55.300750°E      | [ 18 ]                             | |        |
| متحف المسكوكات                                      | 2004           | البستكية، بردبي، دبي                              | 25°15′52.39″N 55°17′59.39″E / 25.2645528°N 55.2998306°E | [ 19 ] [ 20 ]                      | يعرض المتحف ما يزيد عن 470 عملة معدنية وقطعة نقدية يعود تاريخها إلى حقب عربية قديمة مختلفة، بعضها يعود لدولة الخلافة الأموية، والبعض لعصر الخلافة العباسيةإلى جانب القطع النقدية والعملات التي تنتمي لحقب لاحقة |        |
| متحف دبي                                            | 12 مايو 1971   |                                                   | 25°15′47″N 55°17′50″E / 25.26306°N 55.29722°E           | [ 21 ]                             | |        |
| متحف الاتحاد                                        | 6 يناير 2017   |                                                   | 25°14′21″N 55°16′10″E / 25.23917°N 55.26944°E           | [ 22 ] [ 23 ]                      | |        |
| المتحف الإماراتي للتربة                             | 8 ديسمبر 2016  |                                                   |                                                         | [ 24 ] [ 25 ]                      | |        |
| متحف تاريخ السينما                                  | 14 يناير 2014  |                                                   | 25°05′50″N 55°10′44″E / 25.09722°N 55.17889°E           | [ 26 ] [ 27 ]                      | |        |
| متحف المستقبل                                       | 22 فبراير 2022 |                                                   | 25°13′09″N 55°16′56″E / 25.21917°N 55.28222°E           | [ 28 ] [ 29 ] [ 30 ] [ 31 ] [ 32 ] | |        |
| متحف الإبل                                          | 1940           | حي الشندغة، دبي                                   |                                                         | [ 33 ] [ 34 ] [ 35 ]               | |        |
| متحف مدام توسو (دبي)                                | 2021           | جزيرة بلو ووترز، دبي                              |                                                         | [ 36 ] [ 37 ] [ 38 ]               | تضم ما يقارب 60 مجسماً شمعياًلأشهر الشخصيات العالمية من مختلف المجالات |        |
| متحف مستشفى آل مكتوم                                |                | «حي الوصل» دبي                                    |                                                         | [ 39 ]                             | |        |
| متحف المرأة                                         |                | منطقة سوق الذهب، ديرة                             |                                                         | [ 40 ]                             | كان يعرف باسم بيت البنات و يهدف إلى التعريف بمكانة المرأة في ماضيها وحاضرها، كما يهدف لإبراز نشاط المرأة في الثقافة، والفنون، والتراث.                                                                          |        |
| متحف دبي للصور المتحركة (متحف تاريخ السينما في دبي) |                | برشا هايتس (تيكوم)، دبي                           |                                                         | [ 41 ]                             | يضم المتحف غرفة عرض تحتوي على رسوم الأفلام المتحركة، وكاميرات التصوير القديمة و بكرات لأفلام شارلي شابلن المتحركةوغيرها                                                                                         |        |
| متحف السيلفي في دبي (متحف مملكة السيلفي)            | 2020           | منطقة موتور سيتي إحدى مناطق مدينة دبي             |                                                         | [ 42 ]                             | يتكون من 15 غرفة، و تتميّز جدران الغرف في المتحف بألوانها الحيوية، ورسوماتها النابضة بالحياة، بالإضافة الى اللوحات الفنية                                                                                        |        |
| متحف الشندغة                                        | 2023           | خُور دُبي                                           |                                                         | [ 43 ] [ 44 ]                      | الأكبر من نوعه في الإمارات ويضم 22 جناحاً تحتضن أكثر من 80 بيتاً تاريخياً. |        |
| متحف ساروق الحديد الأثري                            |                | الحي التاريخي، منطقة الشندغة،                     |                                                         | [ 45 ]                             | يعرض الخزف الحجري، والأواني البرونزية، والأدوات الحديدية وغيرها من الآثار. |        |
| متحف شرطة دبي                                       |                | شارع أم سقيم                                      |                                                         | [ 46 ]                             | يزخر هذا المتحف بالكثير من المقتنيات التي تعود لعام 1956، منها الأسلحة والمعدات وبعض الصور التاريخية. كما يعرض المتحف بعض المنتجات التي تم صناعتها من قبل السجناء.                                              |        |
| متحف نايف                                           |                | سوق نايف، ديرة                                    |                                                         | [ 47 ]                             | يضم مجموعة من المقتنيات القديمة التي تعود لشرطة دبي |        |
| متحف الشاعر العقيلي                                 |                | منطقة الرأس في ديرة                               |                                                         | [ 48 ]                             | عبارة عن منزل تراثي يمتد على مساحة 187 متر مربع، ويتكون من طابقين تتوزع الغرف فيها حول فناءٍ داخلي يحتوي على مجموعة قيمة من مقتنيات الشاعر ومتعلقاته الشخصية، والأثاث والأدوات المنزلية                          |        |
| متحف الخدع البصرية (متحف الغموض)                    | 2018           | ضمن مشروع السيف دبي                               |                                                         | [ 49 ]                             | يضم متحف الغموض في دبي أكثر من 80 معروضاً من مختلف الأشكال والأحجام، وتنفرد كل منها عن الأخرى بحسب تأثيرها البصري والحسي                                                                                         |        |
| إنفينيتي دي لوميير                                  | 2021           | دبي مول، داون تاون دبي                            |                                                         | [ 50 ]                             | متحف رقمي للفنون يعرض 3,000 صورة رقمية مذهلة استخدمت فيها تقنيات الصور والصوت والإضاءة التي تستخدم كوسائط اتصال                                                                                                 |        |
| متحف بلدية دبي                                      | 1957           | ديرة، وسط المركز التجاري القديم المطلّ على خور دبي |                                                         | [ 51 ]                             | يضم مجموعة متنوعة من المطبوعات والعروض والوثائق واللوحات والصور التي تروي تاريخ تأسيس بلدية دبي |        |

### إمارة الشارقة
| اسم المتحف                                  | تاريخ الافتتاح                          | الموقع                                                 | الإحداثيات                                    | المرجع                      | أهم مقتنيات المتحف | الصورة |
| ------------------------------------------- | --------------------------------------- | ------------------------------------------------------ | --------------------------------------------- | --------------------------- | --- | ------ |
| متحف الشارقة للحضارة الإسلامية              | 6 يونيو 2008                            | منطقة التراث، الشارقة                                  | 25°21′54″N 55°23′21″E / 25.36500°N 55.38917°E | [ 52 ] [ 53 ] [ 54 ] [ 55 ] | يعرض متحف الشارقة للحضارة الإسلامية مجموعة كبيرة من العملات النقدية والمسكوكات التي تعود للحقبة الإسلامية، إلى جانب معدات وأدوات أثرية تعود للحقبة الإسلامية كالأسطرلاب والمبخرة وستائر الكعبة وحامل المصحف الشريف. |        |
| متحف مدرسة الإصلاح                          | 2003                                    |                                                        | 25°21′30″N 55°23′02″E / 25.35833°N 55.38389°E | [ 56 ]                      | |        |
| متحف المحطة                                 | 2000                                    | منطقة القاسمية                                         | 25°34′00″N 55°39′00″E / 25.56667°N 55.65000°E | [ 57 ]                      | |        |
| متحف بيت النابودة                           | 1995                                    |                                                        | 25°21′29″N 55°23′02″E / 25.35806°N 55.38389°E | [ 58 ] [ 59 ]               | يُعتبر أحد أكبر البيوت الموجودة في إمارة الشارقة |        |
| متحف مجلس المدفع                            | 1995                                    |                                                        |                                               | [ 60 ]                      | المدافع والأسلحة والملابس التقليديةوالأدوات المنزلية |        |
| متحف الشارقة للآثار                         | 10 مايو 1997                            | بالقرب من ميدان الثقافة، حلوان، الشارقة                | 25°20′54″N 55°25′26″E / 25.34833°N 55.42389°E |                             | يعرض المتحف مجموعة من المقتنيات التي تعود إلى عصور ما قبل الإسلام |        |
| متحف الشارقة للفنون                         | 17 أبريل 1997                           |                                                        | 25°21′41″N 55°23′13″E / 25.36139°N 55.38694°E | [ 61 ]                      | |        |
| متحف الشارقة للخط                           | 12 يونيو 2002                           |                                                        |                                               | [ 62 ] [ 63 ] [ 64 ]        | |        |
| متحف الشارقة للسيارات القديمة               | 2008، ثم أعيد افتتاحه مرة أخرى عام 2013 | شارع المطار لإمارة الشارقة بين التقاطع الرابع والخامس. |                                               | [ 65 ] [ 66 ] [ 67 ]        | تتضمن مقتنيات المتحف أكثر من 100 سيارة قديمة يعود تاريخها إلى بدايات القرن العشرين |        |
| متحف الشارقة للتراث                         | 2005                                    | منطقة التراث، الشارقة                                  |                                               |                             | |        |
| متحف حصن الشارقة                            | 1997                                    |                                                        | 25°22′36″N 55°23′24″E / 25.37667°N 55.39000°E |                             | |        |
| متحف الشارقة البحري                         | 9 أبريل 2003                            |                                                        |                                               | [ 68 ]                      | |        |
| متحف الشارقة العلمي                         | 1996                                    |                                                        | 25°20′59″N 55°25′29″E / 25.34972°N 55.42472°E | [ 69 ] [ 70 ]               | يوفر المتحف تجارب علمية تفاعلية ممتعة ضمن محيط آمن ومبهج، وتتميز بأنها تناسب جميع الأعمار. |        |
| متحف الشارقة للتاريخ الطبيعي ومنتزه الصحراء |                                         | التقاطع 9، مخرج E88، طريق الذيد                        |                                               | [ 71 ]                      | يضم لوحات وصور توضّح الاختلاف المناخي في المنطقة وكيفية تكيف الحيوانات مع البيئات المختلفة، و حيوانات محنّطة، و الحياة النباتية من خلال معروضات تفاعلية                                                               |        |
| بيت الشيخ سعيد بن حمد القاسمي               |                                         |                                                        |                                               |                             | يتكون من قسمين شرقي وغربي، ويضم البيت الشرقي المدخل، والمجلس، والمربعة، والستارة الدفاعية ذات المزاغل، |        |
| مربى الشارقة للأحياء المائية                |                                         |                                                        |                                               | [ 59 ]                      | يضم ما يقرب من 100 نوع من الأحياء المائية الإماراتية المحلية |        |
| مركز الشارقة للاستكشاف                      |                                         |                                                        |                                               | [ 72 ]                      | مركز ترفيهي للتعلم والاستكشاف مخصص للأطفال من عمر 3- 12عامًا، يتيح لهم الفرصة للتعلم والتعرف على العلوم والتقنيات المختلفة                                                                                           |        |

### إمارة عجمان
| اسم المتحف | تاريخ الافتتاح | الموقع | الإحداثيات                                    | المرجع               | أهم مقتنيات المتحف                                                                 | الصورة |
| ---------- | -------------- | ------ | --------------------------------------------- | -------------------- | ---------------------------------------------------------------------------------- | ------ |
| متحف عجمان | 20 مايو 1991   |        | 25°24′49″N 55°26′44″E / 25.41361°N 55.44556°E | [ 73 ] [ 74 ] [ 75 ] | يضم المتحف مجموعة من المخطوطات والأزياء الشعبية والحلى والأدوات العجمانية التراثية |        |

### إمارة أم القيوين
| اسم المتحف      | تاريخ الافتتاح | الموقع | الإحداثيات | المرجع        | أهم مقتنيات المتحف | الصورة |
| --------------- | -------------- | ------ | ---------- | ------------- | ------------------ | ------ |
| متحف أم القيوين |                |        |            | [ 76 ] [ 77 ] |                    |        |

### إمارة رأس الخيمة
| اسم المتحف             | تاريخ الافتتاح | الموقع | الإحداثيات                                    | المرجع | أهم مقتنيات المتحف | الصورة |
| ---------------------- | -------------- | ------ | --------------------------------------------- | ------ | ------------------ | ------ |
| متحف رأس الخيمة الوطني | 1987           |        | 25°47′40″N 55°56′42″E / 25.79444°N 55.94500°E |        |                    |        |

### إمارة الفجيرة
| اسم المتحف   | تاريخ الافتتاح | الموقع | الإحداثيات                                    | المرجع | أهم مقتنيات المتحف | الصورة |
| ------------ | -------------- | ------ | --------------------------------------------- | ------ | ------------------ | ------ |
| متحف الفجيرة | 30 نوفمبر 1991 |        | 25°08′02″N 56°20′23″E / 25.13389°N 56.33972°E | [ 78 ] |                    |        |